# Josef Bican

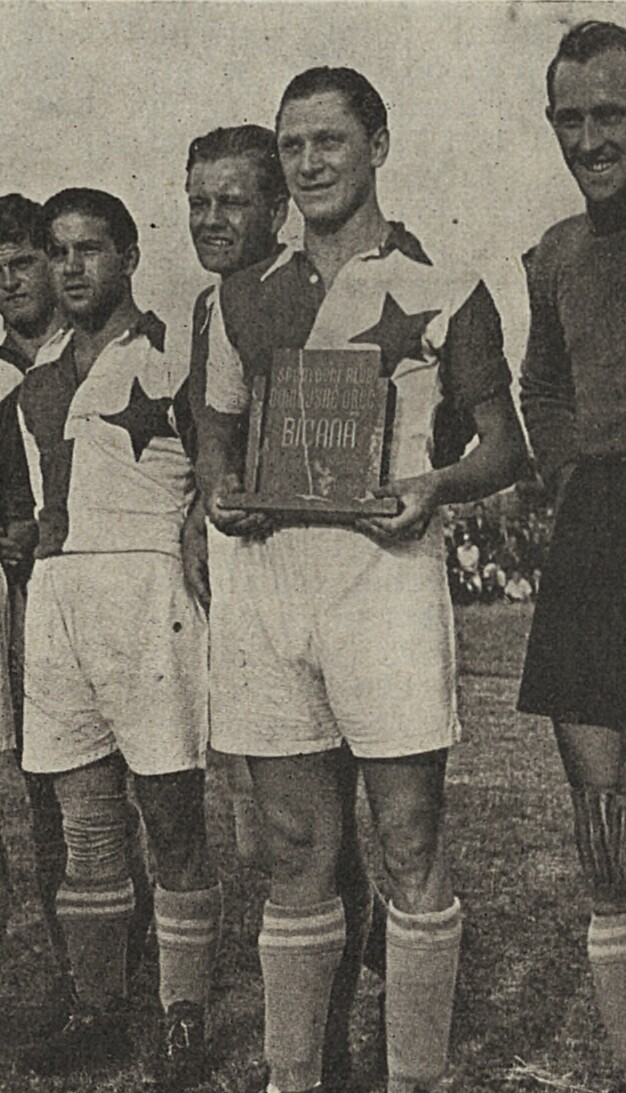
Josef Bican v srpnu 1938

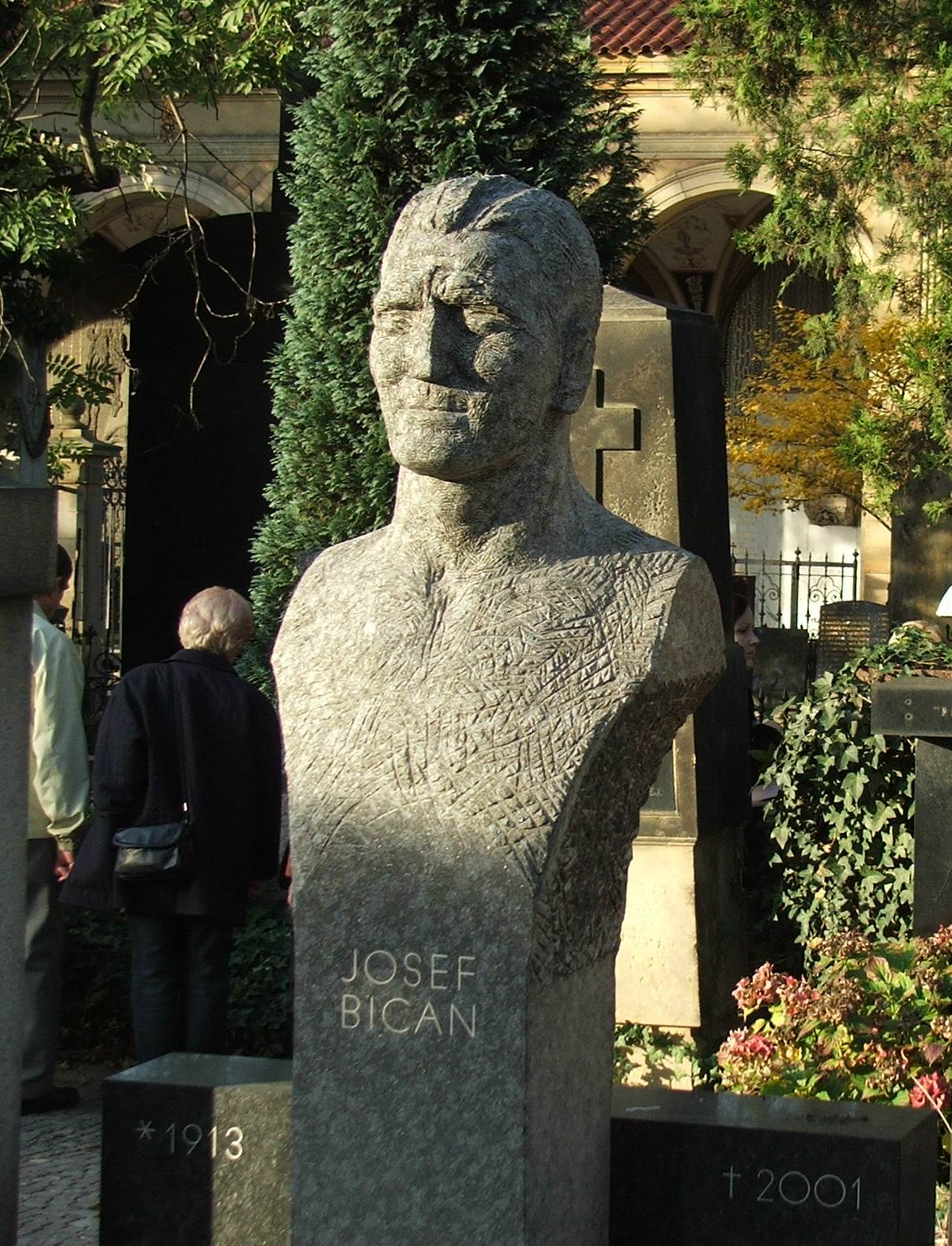
Náhrobek "Pepiho" Bicana na pražském vyšehradském hřbitově

Josef „Pepi“ Bican (25. září 1913 Vídeň – 12. prosince 2001 Praha) byl česko-rakouský fotbalista a trenér, který je označovaný za jednoho z nejlepších fotbalistů 20. století. Vstřelil 676 ligových branek a je členem klubu ligových kanonýrů (držitel odznaku číslo 1). Celkem nastřílel v 528 oficiálních zápasech 821 gólů. Začínal ve vídeňských klubech a většinu své kariéry působil ve Slavii Praha. Reprezentoval rodné Rakousko (i na Mistrovství světa 1934 – 4. místo) a Československo, jehož občanství získal až po Mistrovství světa 1938.
Dne 25. září 2013 byl u příležitosti 100. výročí narození uveden do Síně slávy českého fotbalu.

## Hráčská kariéra
V mládí hrál za rakouskou reprezentaci, „Wunderteam“, ve kterém dal v devatenácti zápasech čtrnáct gólů. V dresu Rapidu Vídeň debutoval v lize v r. 1931 čtyřmi góly proti Austrii Vídeň, roce 1934 se v dresu Rapidu Vídeň stal nejlepším střelcem rakouské ligy. O rok později přestoupil do Admiry Vídeň a v roce 1937 odešel do Slavie Praha, které pak zůstal věrný. V roce 1938 vyhrála Slavia tehdejší nejprestižnější mezinárodní klubovou soutěž Středoevropský pohár a Bican se stal jeho nejlepším střelcem. Životní formu měl v době druhé světové války, kdy se bohužel nehrály mezinárodní soutěže (pouze krátce po okupaci českých zemí reprezentoval v několika přátelských zápasech Čechy a Moravu). Po válce se o něj vážně zajímaly některé italské kluby, údajně nabízely 6 milionů jen za podpis smlouvy (Juventus Turín)[ujasnit], ale Bican zůstal ve Slavii, z níž až v pozdním období kariéry odešel do Vítkovic a také do Hradce Králové, odkud se pak ještě po čtyřicítce krátce do Slavie vrátil.

### Bilance v ČSR/ČR 1. lize
Jen česká a československá 1. liga:
- první ligové utkání: 29. srpna 1937 SK Kladno–Slavia Praha 1:0
- první ligová branka: 5. září 1937 Slavia Praha–SK Náchod 4:1
- 100. ligová branka: 9. června 1940 SK Náchod–Slavia Praha 3:7
- 200. ligová branka: 15. listopadu 1942 SK Židenice–Slavia Praha 2:2
- 300. ligová branka: 2. prosince 1945 Viktoria Žižkov–Slavia Praha 0:5
- 400. ligová branka: 7. května 1950 Vítkovice-Jednota Košice 5:0
- poslední ligová branka: 21. srpna 1955 Slavia Praha–Jiskra Liberec 7:2
- poslední ligové utkání: 20. listopadu 1955 Slavia Praha–Iskra Žilina 2:1

| Ročník  | Zápasy | Góly | Klub         |
| ------- | ------ | ---- | ------------ |
| 1937/38 | 18     | 24   | Slavia Praha |
| 1938/39 | 20     | 29   | Slavia Praha |
| 1939/40 | 22     | 49   | Slavia Praha |
| 1940/41 | 22     | 38   | Slavia Praha |
| 1941/42 | 22     | 45   | Slavia Praha |
| 1942/43 | 20     | 39   | Slavia Praha |
| 1943/44 | 26     | 57   | Slavia Praha |
| 1945/46 | 16     | 31   | Slavia Praha |
| 1946/47 | 23     | 43   | Slavia Praha |
| 1947/48 | 13     | 20   | Slavia Praha |
| 1948    | 7      | 20   | Slavia Praha |
| 1950    | 23     | 22   | Vítkovice    |
| 1951    | 18     | 8    | Vítkovice    |
| 1953    | 9      | 7    | Slavia Praha |
| 1954    | 14     | 11   | Slavia Praha |
| 1955    | 8      | 4    | Slavia Praha |
| CELKEM  | 281    | 447  |              |

### Ligová statistika celkem
(pouze ověřené góly a zápasy)
| Ročník  | Klub                 | Zápasy       | Branky |
| 1931    | Rapid Wien (r)       | (2. liga) 13 | 24     |
| 1931/32 | Rapid Wien           | 8            | 10     |
| 1932/33 | Rapid Wien           | 16           | 11     |
| 1933/34 | Rapid Wien           | 22           | 29     |
| 1934/35 | Rapid Wien           | 3            | 4      |
| 1935/36 | Admira Wien          | 15           | 8      |
| 1936/37 | Admira Wien          | 11           | 10     |
| 1937/38 | Slavia Praha         | 19           | 22     |
| 1938/39 | Slavia Praha         | 20           | 29     |
| 1939/40 | Slavia Praha         | 22           | 50     |
| 1940/41 | Slavia Praha         | 22           | 39     |
| 1941/42 | Slavia Praha         | 22           | 45     |
| 1942/43 | Slavia Praha         | 20           | 39     |
| 1943/44 | Slavia Praha         | 26           | 57     |
| 1945/46 | Slavia Praha         | 16           | 31     |
| 1946/47 | Slavia Praha         | 23           | 43     |
| 1947/48 | Slavia Praha         | 13           | 20     |
| 1948    | Slavia Praha         | 7            | 21     |
| 1949    | Vítkovické Železárny | (2. liga) 21 | 40     |
| 1950    | Vítkovické Železárny | 23           | 22     |
| 1951    | Vítkovické Železárny | 18           | 8      |
| 1952    | Hradec Králové       | (2. liga) 26 | 53     |
| 1953    | Slavia Praha         | 9            | 7      |
| 1954    | Slavia Praha         | 14           | 11     |
| 1955    | Slavia Praha         | 8            | 4      |
| 1956    | Slavia Praha         | -            | -      |
| 1957    | Spartak Brno ZJŠ     | (3. liga) 4  | 2      |
| 1931-57 | CELKEM               | 421          | 618    |

tučně vyznačené sezony = král střelců

### Reprezentace
Za Rakousko hrál v letech 1933–1936 (19 zápasů, 14 gólů). Byl účastníkem Mistrovství světa 1934, kde Rakušané skončili na 4. místě, sám skóroval v 1. kole v prodloužení proti Francii.
Za Československo hrál v roce 1938 a v letech 1946–1949 (celkem 14 zápasů, 12 gólů). Poprvé nastoupil proti Švédsku, v utkání hraném ve Stockholmu nastřílel soupeřům tři branky. V utkání proti Rumunsku dokázal nastřílet soupeřům čtyři branky. Reprezentační kariéru mu narušila druhá světová válka.
Za protektorát Čechy a Morava hrál v roce 1939 (2 zápasy, 6 gólů). V každém utkání dal 3 góly - proti "Ostmarce" (neboli Rakousku, které bylo součástí Německa) a v "přátelském" zápase s Německem, který skončil 4:4. Zajímavostí je, že za Německo dal v onom utkání hattrick i Rakušan Franz Binder, Bicanův někdejší spoluhráč z Rapidu.
V době protektorátu v roce 1942 bylo Bicanovi se zdůvodněním, že se narodil ve Vídni a je tedy vlastně Němec, nabízeno (podobně také Rudolfu Vytlačilovi), aby přijal německou státní příslušnost a reprezentoval Říši. Byl to návrh říšského vedoucího pro tělesnou výchovu a sport Tschammera von Osten a tlumočil mu ho jeho pověřenec pro protektorát Rudi Grammlich, bývalý vynikající fotbalista Eintrachtu Frankfurt, s nímž se Bican v minulosti několikrát na hřišti jako se soupeřem setkal. Bicanovi bylo slibováno, že Hitler „bude umět ocenit věrnost německému národu“. On odmítl s odůvodněním „narodil jsem se sice ve Vídni, ale můj otec byl Čech, stejně jako matka. Nezlobte se, pánové. Vždycky jsem se cítil Čechem a kdybych udělal teď něco jiného, táta by se obrátil v hrobě!“ Nějakou dobu se pak obával možných následků, ale jak říká, nikdo ho pak už nikdy neobtěžoval. Přičítal to tomu, že „Rudi Grammlich, bývalý protihráč, se zachoval jako sportovec“. „A myslím, že nejenom vůčí mně,“ dodával.

## Trenérská kariéra
Po ukončení hráčské kariéry ve 46 letech pracoval jako trenér.
Vedl Slavii Praha, Liberec, Brno a Kladno. Na přelomu šedesátých a sedmdesátých let trénoval také v Tongerenu v Belgii.
V Brně byl ve 3. lize od 8. do 22. kola v sezoně, která se hrála tříkolově od jara 1957 do jara 1958. Do některých zápasů ještě naskočil i jako hrající trenér a navíc i skóroval.

## Rodina a osobní život
Narodil se v české rodině ve Vídni jako prostřední ze tří dětí. Jeho otec František „Franci“ Bican byl také fotbalista a reprezentant Vídně, zemřel v roce 1921 na následky zranění z fotbalu.
Oženil se roku 1939 s Květou Trlovou, ale již roku 1941 ovdověl, roku 1943 se oženil s Jarmilou Lokajovou.
Bican zastával názor, že každý vrcholový fotbalista by měl být profesionál, protože je to zaměstnání jako každé jiné a fotbalisté baví lidi, kteří za to platí jako v divadle. Ve Slavii se tím řídili, a tak měl plat 5 tisíc korun v době, kdy ostatní hráči brali okolo 1 500 Kč. Po převratovém roce 1948 se jeho život velice změnil, komunisté v něm viděli třídního nepřítele a ve Slavii buržoazní klub. Stal se pak pomocným dělníkem v hutích na Kladně. Existují fotografie, kde je zobrazen s lopatou v ruce, jak nakládá jakýsi vlak.
Dlouhá léta žil v pražských Holešovicích, poblíž přístavu, kromě jiného hrával za starou gardu, dále hrál tenis a velmi dobře nohejbal. Ve své době běhal stovku za 10,8 vteřiny, což by i dnes stačilo na finále v české extralize. Miloval rybaření v Tróji, kde později objevil kolonii koček, které si vzal na starost a často ji krmil. Podle dobových informací za ním jezdili z nočních vináren pod okna jeho bytu jeho velký obdivovatel Jiří Trnka s Janem Werichem, který na Bicana jako nesportovec poněkud žárlil. Vdova Jarmila jako majitelka domu v Michli nechala na jeho počest a pro sparťansko-slávistické usmíření vytvořit malý salónek v rodinné restauraci Sparta, který stále existuje. Zemřela 12. prosince 2011, tedy přesně 10 let po svém manželovi.

## Citát
Jeho přihrávky byly jemné, precizní, zpracované. Nikdy se nestavěl za hráče, nikdy si nepomáhal strkáním. Nefauloval, nerozčiloval se. Když chtěl, dal gól a vyhrál zápas. Věcnost a účelnost mu byla nade vše. V jeho myšlení nebylo místa pro experiment. V trestném území byl mistrem mistrů. Napřed se podíval, co dělá brankář. Proto vkládal do rozhodného kopu jen takovou dávku úsporné síly. jíž bylo zapotřebí k šikovnému umístění balonu...Naváhejme uzavřít soupis superlativů třemi slovy: Pepi uměl vše. 
Vítězslav Houška

## Zajímavost
V roce 1998 po něm byla pojmenována planetka 10634 (Pepibican).

## Úspěchy

### Klubové
- Vítěz Středoevropského poháru: 1938
- 3× Mistr rakouské ligy: 1934/35, 1935/36, 1936/37
- 5× Mistr české / československé ligy: 1939/40, 1940/41, 1941/42, 1942/43, 1946/47 (podzim 1948 titul neudělen)
- 3× Vítěz Českého poháru: 1941, 1942, 1945

### Reprezentační
- MS 1934: 4. místo s Rakouskem

### Individuální
- 5× vítěz European golden boot (zlaté kopačky)
- nejčastější ligový střelec (podle světové asociace IFFHS, uděleno v roce 2001)
- nejlepší střelec 20. století (spolu s Pelém a Uwe Seelerem, uděleno v roce 1997)
- 12× král ligových střelců (11× v ČR a 1× v Rakousku)
- nejlepší střelec Středoevropského poháru: 1938
- držitel plakety J. W. Maddena č. 1
- celkově vstřelil údajně přes 5000 gólů (včetně přátelských utkání)[9]